# Caprichromis
Caprichromis là một chi cá hoàng đế thuộc tông Haplochromine đặc hữu của hồ Malawi ở Đông Phi. Chi này có các loài chuyên ăn trứng và cá con của các loài cá hoàng đế khác.
Hiện có hai loài được biết đến của chi Caprichromis:
- Caprichromis liemi
- Caprichromis orthognathus

## Cước chú
1. ↑  Konings (2007)
2. ↑  FishBase [2009]